# Węgierskie Bajki Ludowe
Węgierskie bajki ludowe (węg. Magyar népmesék) – węgierska seria animowanych bajek opartych na opowieściach ludowych, emitowana od 1977 roku.

## Opis
Węgierskie bajki ludowe (węg. Magyar népmesék) to seria węgierskich animowanych bajek opartych na opowieściach ludowych. Każdy z odcinków nawiązuje do motywów ludowych z różnych regionów Węgier, ukazując bogactwo węgierskiej kultury.
Seria ta stanowiła jeden z pierwszych i największy sukces Pannonia Film Studio. Bajki były emitowane w telewizji pomiędzy 1980 a 2012 rokiem.
Animacje powstały na podstawie pomysłu dyrektora Studia Kecskemét – Ferenca Mikulása, a głównym reżyserem serii był Marcell Jankovics (ale również: Mária Horváth, Zsuzsanna Kricskovics, Lajos Nagy czy Pál Tóth). Muzyka do Magyar népmesék została skomponowana przez zespół Kaláka, który jest jednym z najbardziej znanych węgierskich zespołów folkowych.
Na początku realizacji bajek jako lektorów zapraszano do współpracy bajarzy ludowych, z którymi nagrano kilka pierwszych odcinków (Rozália Kóka, Károly Hrotkó itp.). W późniejszym okresie korzystano już jednak z głosów profesjonalnych aktorów, w tym Gyuli Szabó, którego głos obecnie jednoznacznie kojarzy się z Węgierskimi bajkami ludowymi.

## Odcinki
Powstało 9 sezonów Węgierskich bajek ludowych, a całkowita liczba odcinków wynosi 100.
| Seria | Rok powstania | Liczba odcinków | Czas trwania odcinków |
| ----- | ------------- | --------------- | --------------------- |
| I     | 1977          | 13              | 6:02 - 7:04           |
| II    | 1979          | 13              | 8:16 - 10:35          |
| III   | 1984          | 13              | 6:13 - 9:51           |
| IV    | 1989          | 13              | 5:52 - 8:11           |
| V     | 1995          | 13              | 5:43 - 7:34           |
| VI    | 2002          | 13              | 6:53 - 7:23           |
| VII   | 2007          | 7               | 7:42 - 8:11           |
| VIII  | 2009          | 4               | 7:44 - 8:10           |
| IX    | 2011          | 11              | 7:29 - 8:05           |

## Tłumaczenia
W 1989 roku kilka odcinków Węgierskich bajek ludowych zostało przetłumaczonych i zdubbingowanych na język angielski, a następnie pokazanych w Stanach Zjednoczonych w ramach telewizyjnej serii Long Ago and Far Away. W 2017 roku już wszystkie odcinki zostały zdubbingowane na język angielski i udostępnione na YouTube (z ponad 19 milionami wyświetleń do sierpnia 2021 roku).
W 2021 roku cztery odcinki Węgierskich bajek ludowych (z 1979 roku) zostały przetłumaczone i zdubbingowane na język polski w ramach Węgiersko-Polskiego Programu Współpracy Pozarządowej.